# Sân bay Helsinki-Malmi

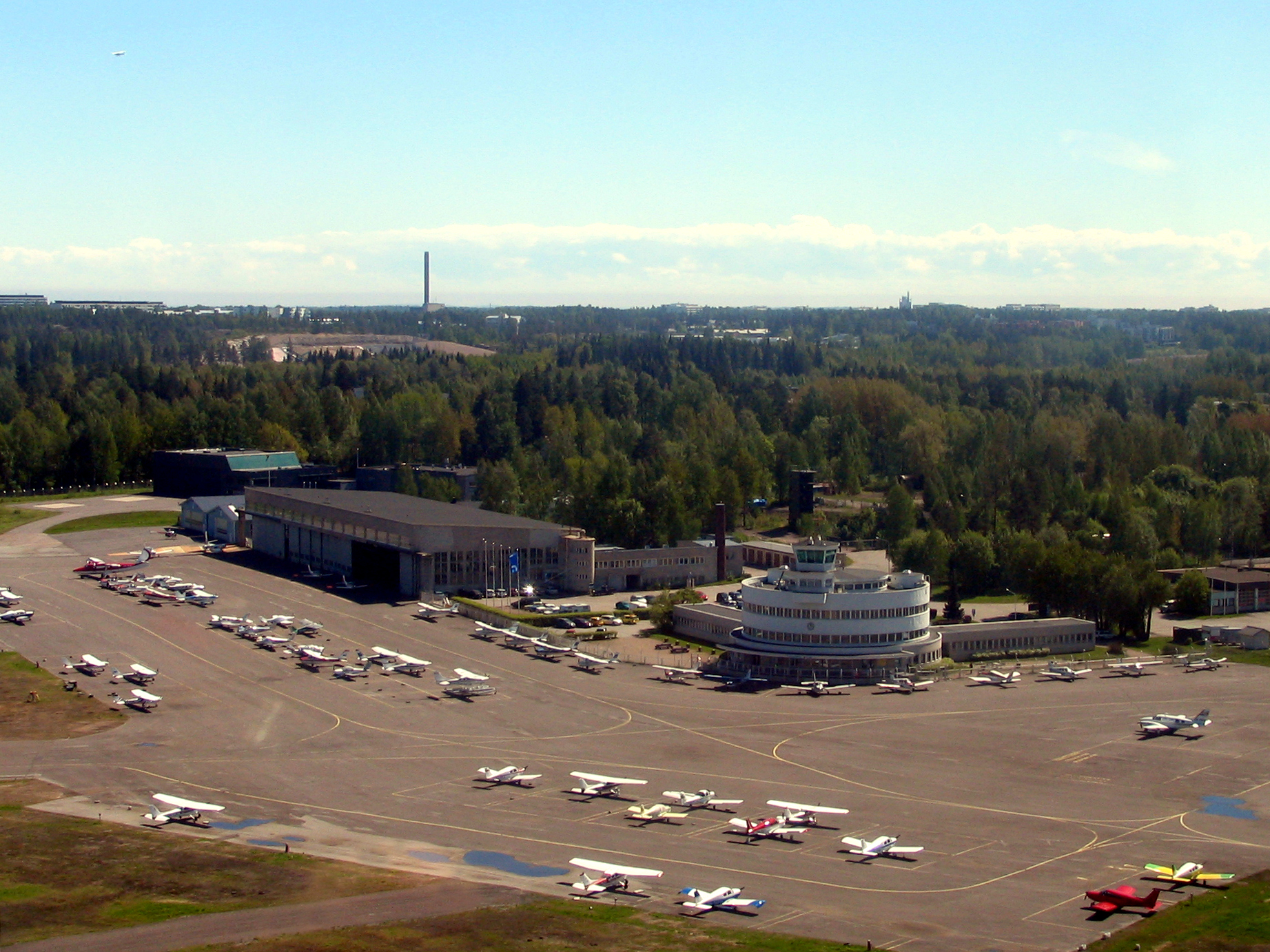
Sân bay Helsinki-Malmi

Sân bay Helsinki-Malmi (tiếng Phần Lan: Helsinki-Malmin lentoasema, tiếng Thụy Điển: Helsingfors-Malm flygplats) (IATA: HEM, ICAO: EFHF) là một sân bay phục vụ Helsinki, Phần Lan. Sân bay nằm trong khu Malmi, 10 km về phía bắc đông bắc của trung tâm thành phố. Cho đến khi mở cửa sân bay Helsinki-Vantaa vào năm 1952, nó đã là sân bay chính của Helsinki, tất cả nước Phần Lan. Ngày nay, sân bay vẫn còn chủ động sử dụng trong ngành hàng không tổng hợp huấn luyện bay. Nó vẫn là sân bay bận rộn nhất ở Phần Lan sau khi sân bay Helsinki-Vantaa, được đo bằng số lượng hạ cánh.
Trong một thời gian dài, thành phố Helsinki đã có kế hoạch đóng cửa sân bay để sử dụng diện tích để xây dựng các khu dân cư mới. Tuy nhiên, việc đóng cửa sân bay là một vấn đề rất gây tranh cãi và tương lai của nó vẫn còn chưa rõ ràng.